# Starčići
Starčići (cyr. Старчићи) – wieś w Bośni i Hercegowinie, w Republice Serbskiej, w gminie Rogatica. W 2013 roku liczyła 22 mieszkańców.